# Luân lan gié to
Luân lan gié to hay luân lan đẹp (danh pháp hai phần: Eulophia pulchra) là một loài phong lan. Chúng phân bố từ Tanzania đến Mozambique và khu vực Tây Thái Bình Dương.
Tại Việt Nam, cây có mặt ở Bến Cát thuộc tỉnh Bình Dương.

## Danh pháp đồng nghĩa
Limodorum pulchrum Thouars (1822) is the basionym. Other synonyms include:
- Eulophia macrostachya Lindl. (1833)
- Eulophia emarginata Blume (1859)
- Graphorkis pulchra (Thouars) Kuntze (1891)
- Eulophia striata Rolfe (1891)
- Graphorkis blumeana Kuntze (1891)
- Graphorkis macrostachya (Lindl.) Kuntze (1891)
- Graphorkis calographis Thouars (1894)
- Eulophia dahliana Kraenzl. (1898)
- Graphorkis bisdahliana Kuntze (1903)
- Eulophia papuana F.M.Bailey (1907)
- Eulophia ambaxiana J.J.Sm. (1909)
- Eulophia guamensis Ames (1914)
- Eulophia rouxii Kraenzl. (1914)
- Eulophia silvatica Schltr. (1915)
- Eulophia novoebudae Kraenzl. (1929)
- Lissochilus pulcher (Thouars) H.Perrier (1941)
- Eulophidium pulchrum (Thouars) Summerh. (1957)
- Eulophidium silvaticum (Schltr.) Summerh. (1957)
- Oeceoclades pulchra (Thouars) P.J.Cribb & M.A.Clem. (1989)
- Eulophia pulchra var. actinomorpha W.M.Lin, Kuo Huang & T.P.Lin (2006)

## Hình ảnh

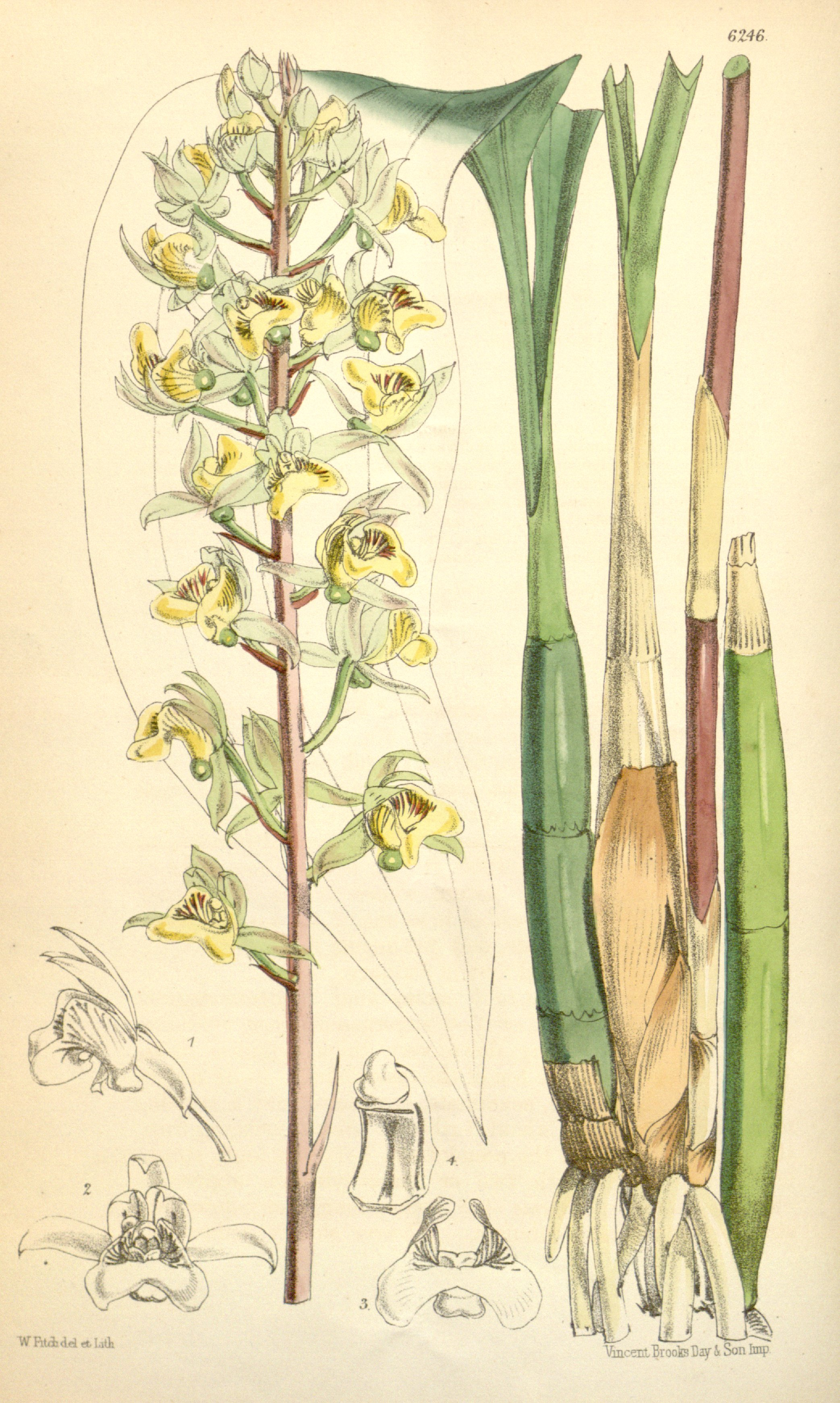
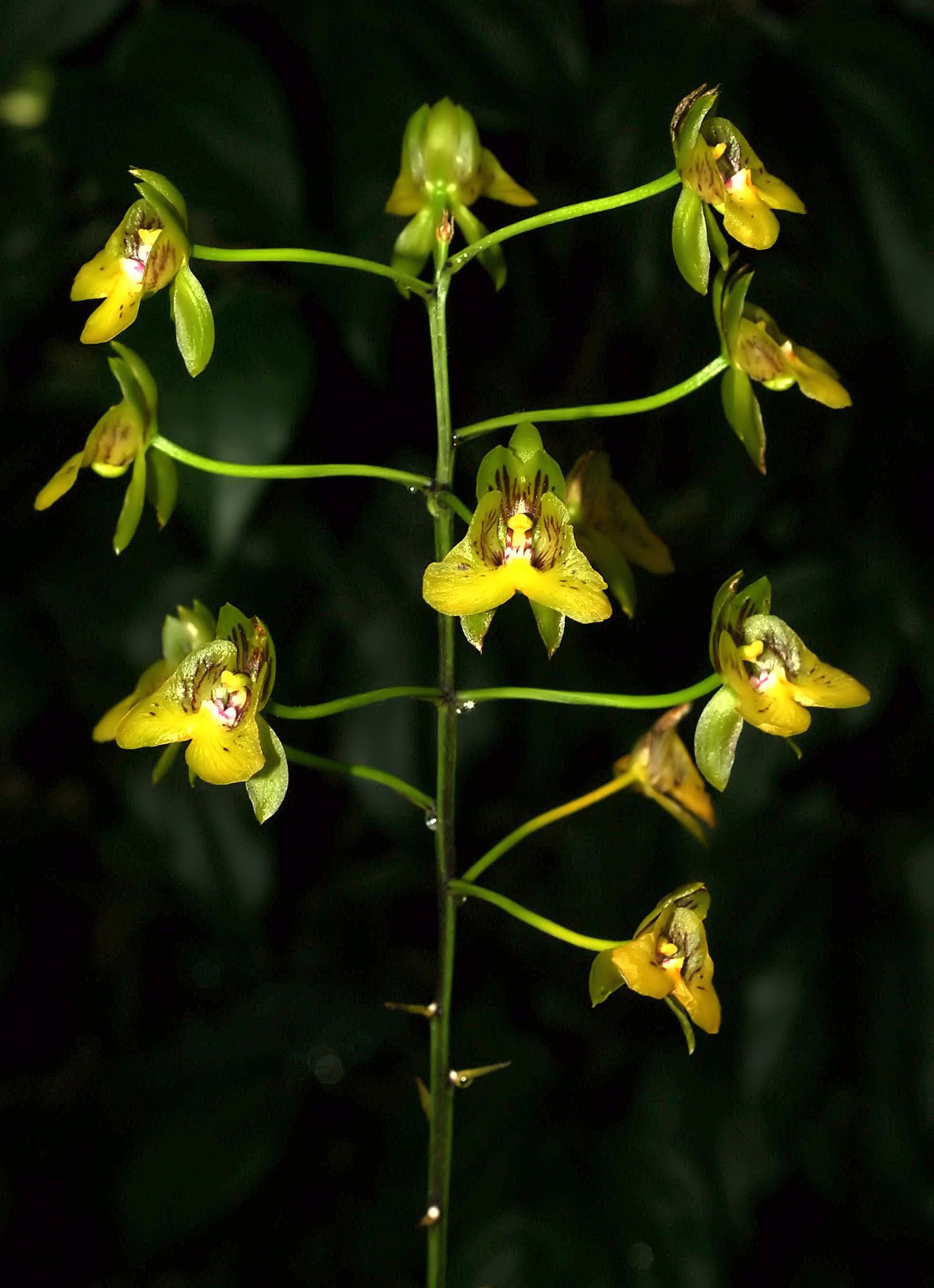
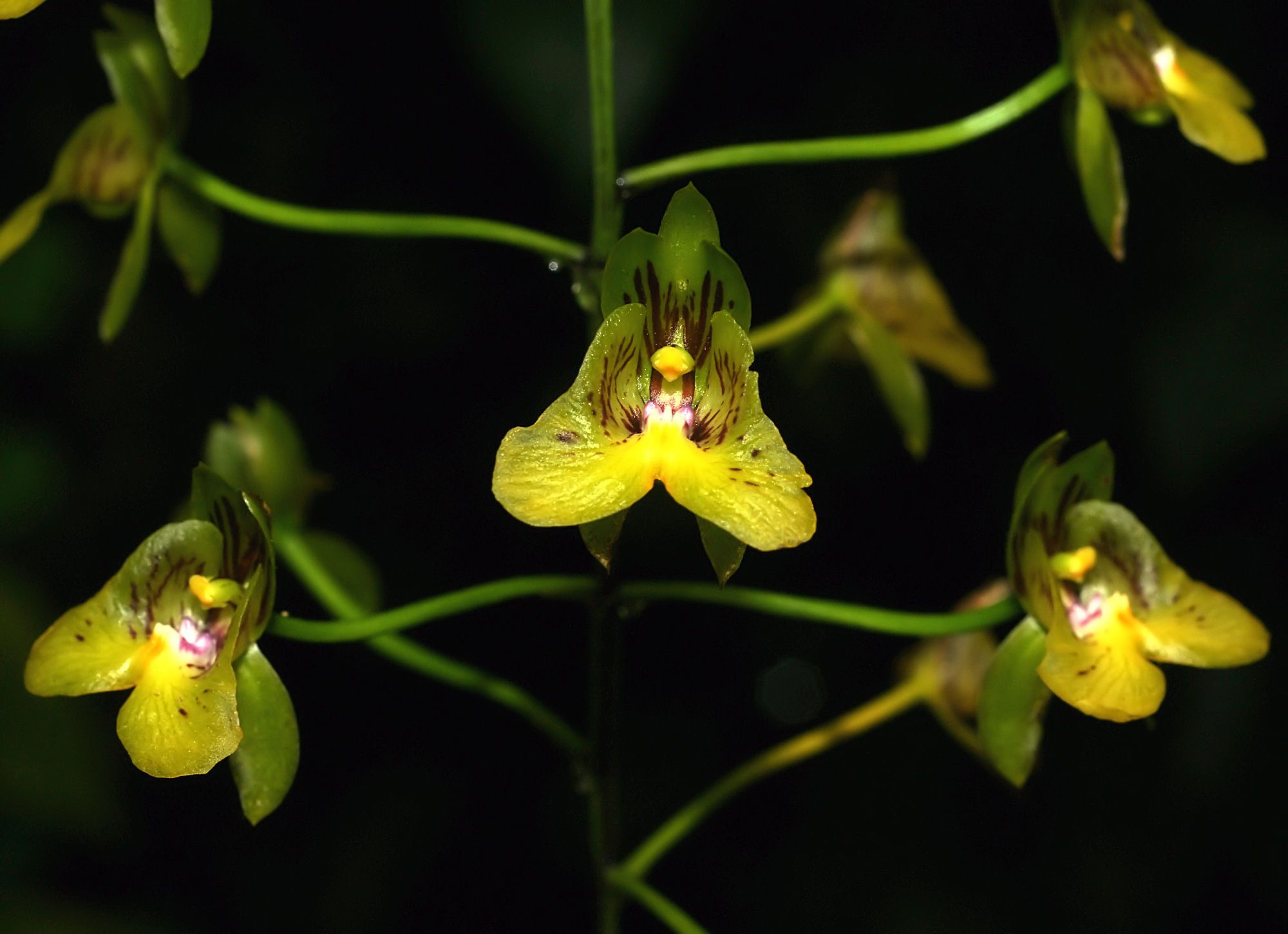
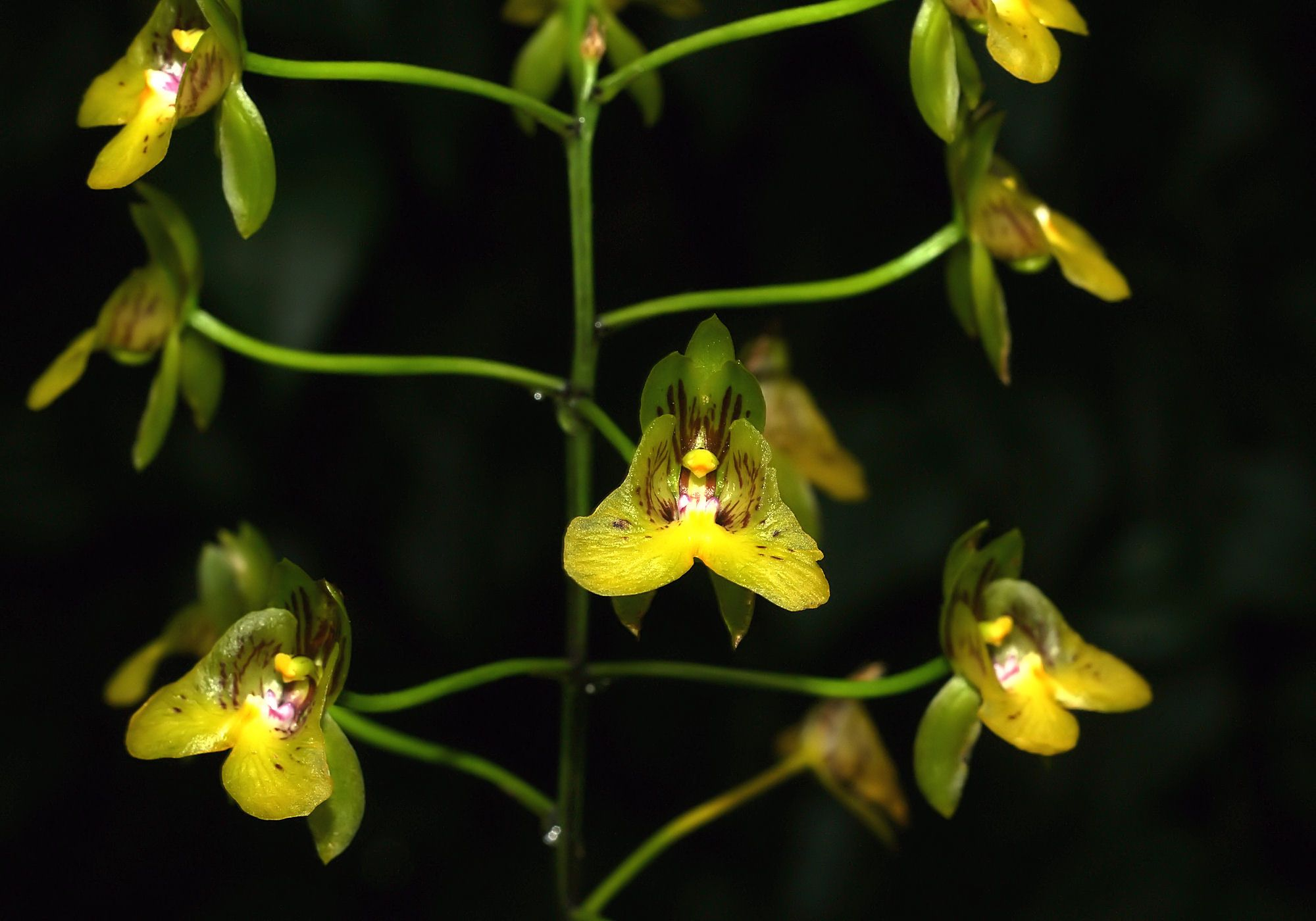